# Vladimir Beliaïev
Pour les articles homonymes, voir Vladimir Belyaev et Belyaev.
Œuvres principales
- La Vieille Forteresse

Vladimir Pavlovitch Beliaïev (en russe : Влади́мир Па́влович Беля́ев), né le 21 mars 1909 (3 avril 1909 dans le calendrier grégorien) à Kamianets-Podilsky dans l'Empire russe et mort le 11 février 1990  à Moscou en URSS, est un écrivain ukrainien et russe, lauréat du Prix Staline en 1952, pour le roman La Vieille Forteresse. Il a également signé quelques scénarios.

## Œuvre

### Romans
- Trilogie La Vieille Forteresse
  - Adolescents («Подростки» («Старая крепость») 1936)
  - Maison sur Zhitomirskaïa («Дом на Житомирской» («Дом с привидениями», «На берегах Днестра») 1941)
  - La Ville au bord de mer («Город у моря» 1950)

## Cinéma
Réalisation
- 1949 : Vladimir Ilitch Lénine (documentaire)

## Distinctions
- Prix Staline : 1952, pour le roman La Vieille Forteresse
- Ordre Polonia Restituta : 1967
- Prix national Taras Chevtchenko : 1975, pour le scénario du film Jusqu'à la dernière minute
- Ordre de l'Insigne d'honneur
- Ordre du Drapeau rouge du Travail
- Ordre de la Guerre patriotique : 1985
- Médaille pour la victoire sur l'Allemagne dans la Grande Guerre patriotique de 1941-1945
- Médaille pour la Défense de Léningrad